# Randy Vock
Randy Adrian Vock (1º marzo 1994) è un lottatore svizzero, specializzato nella lotta libera, vincitore della medaglia di bronzo nella categoria 61 chilogrammi ai europei di Bucarest 2019.

## Palmarès
- Europei

Bucarest 2019: argento nei -61 kg.